# Rachicerus tristis
Rachicerus tristis är en tvåvingeart som beskrevs av Friedrich Hermann Loew 1869. Rachicerus tristis ingår i släktet Rachicerus och familjen vedflugor. Inga underarter finns listade i Catalogue of Life.